# Despotato di Dobrugia
Il Despotato di Dobrugia o Principato di Karvuna (in bulgaro Добруджанско деспотство? o Карвунско княжество; in romeno Despotatul Dobrogei o Țara Cărvunei) era un sistema politico quasi indipendente del XIV secolo nella regione della moderna Dobrugia, che si separò dal Secondo Impero bulgaro sotto l'influenza dell'Impero bizantino.
Il nome del principato deriva dalla fortezza di Karvuna (l'odierna Balčik, da non confondere con Karnava/ Kavarna ), menzionata nei documenti bulgari e bizantini e nei portolani italiani del XIV secolo come sua prima capitale, e situata tra Varna e Capo Kaliakra.

## Storia
Il principato fu scorporato dal Secondo Impero bulgaro (seguito da altre regioni di frontiera della Bulgaria come Vidin e Velbuzhd) intorno al 1340 sotto Balik (membro della dinastia bulgaro-cumana di Terter secondo alcuni autori) e si collocò ecclesiasticamente sotto il Patriarcato di Costantinopoli. Un "Metropolita di Varna e Carbona" era menzionato nel 1325. Sotto il figlio di Balik Dobrotitsa (1347-1386, regnante con il titolo di " despota " dopo il 1357) il principato raggiunse la sua massima potenza ed estensione e la capitale fu trasferita a Kaliakra.
Nel 1346 o 1347 il principato fu flagellato dalla peste nera, trasmessa da barche genovesi da Caffa prima che la portassero alla fine in Sicilia, a Genova e in tutta l'Europa occidentale. Il principato aveva una propria marina, che si dedicò anche alla pirateria costringendo i genovesi a protestare, e forse prese parte a un'operazione al largo di Trebisonda. Nel 1453, la marina ottomana all'assedio di Costantinopoli era inizialmente guidata da un ammiraglio Baltoglu, un bulgaro convertito dall'ex principato.

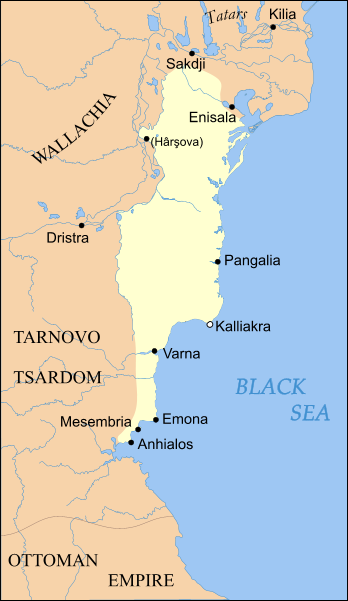
Il Principato di Karvuna nella sua massima estensione territoriale, durante il regno di Dobrotitsa.

Nel 1366 Ivan Alessandro si rifiutò di condurre Giovanni V Paleologo che stava tornando a casa dall'Ungheria. Per costringere i bulgari a obbedire, Giovanni V ordinò al suo parente conte Amedeo VI di Savoia di attaccare le città costiere bulgare. Nell'autunno dello stesso anno, la marina di Amedeo prese Pomorie, Nessebar, Emona e Kozyak, e il 25 ottobre assediò la forte fortezza di Varna, dove fu respinta. Di conseguenza, Ivan Alessandro diede ai bizantini un salvacondotto attraverso la Bulgaria e mantennero la conquistata Nessebar; Varna, Emona e Kozyak furono ceduti a Dobrotitsa per il suo aiuto contro Amadeus.
Come tradizionale granaio, la Dobrugia forniva grano a Costantinopoli principalmente attraverso i principali porti di Varna e Kaliakra frequentati dalle flotte genovesi e veneziane. Le repubbliche tenevano i loro consolati a Varna e continuavano a commerciare colonie a Castritsi e Galata fuori da quella città.
Tra il 1370 e il 1375, alleata con Venezia, Dobrotitsa sfidò il potere genovese nel Mar Nero. Nel 1373 tentò di imporre suo genero, Michele, come imperatore di Trebisonda, ma non ottenne successo. Dobrotitsa sostenne Giovanni V Paleologo contro suo figlio Andronico IV Paleologo. Nel 1379, la flotta bulgara partecipò al blocco di Costantinopoli, combattendo con la flotta genovese. Fonti veneziane della fine del XIV secolo si riferiscono a Dobrotitsa come a un "despota dei bulgari" (DESPOTUM BULGARORUM DOBROTICAM) e al suo regno come "parti di Zagora (Bulgaria) subordinate a Dobrotitsa" (PARTES ZAGORAE (BULGARIAE) SUBDITAS DOBROTICAE).
Nel 1386 Dobrotitsa morì e gli successe Ivanko, che nello stesso anno fece pace con Murad I, trasferì la sua capitale da Kaliakra a Varna e nel 1387 firmò un trattato commerciale con Genova a Pera. Nello stesso anno, Ivan Šišman lo attaccò, sconfiggendo e uccidendo il suo ex vassallo Dan I di Valacchia, un alleato di Ivanko, ma non riuscì a riportare la Dobrugia sotto il suo dominio. Varna cadde in mano agli ottomani nel 1389, lo stesso Ivanko morì in battaglia nel 1388. Dal 1406 al 1411, la maggior parte della Dobrugia, con la cittadella di Drastar (l'odierna Silistra), fu posta sotto il dominio di Mircea cel Bătrân di Valacchia. Nel 1411, i turchi ottomani invasero e incorporarono la Dobrugia nell'Impero ottomano. Nel 1413 Varna fu ceduta a Manuele II Paleologo. Nel 1414 l'area fu devastata dai tatari. Nel 1444 gli ottomani la conquistarono dopo la battaglia di Varna.
Alla fine del XIV secolo, il viaggiatore tedesco Johann Schiltberger descrisse le terre dell'ex impero bulgaro come segue:
Tuttavia, oggi, alcuni gagauzi e studiosi turchi rivendicano il Despotato di Dobrugia, o come viene chiamano da essi, "Uzi Eyalet" o "Stato di Uzi" (in romeno Uziăilet; in turco Uzi Eyaleti o Uz Eyaleti), come il primo stato gagauzo della storia.

### Esplicative
1. ↑  Bandiera di Vicina, Dobrugia, intorno al 1350, secondo il racconto di un frate francescano spagnolo: "Lasciai Costantinopoli ed entrai nel Mare Mayor (Mar Nero), procedendo lungo la costa della mano sinistra fino a una grande città chiamata Vecina (Vicina¹) . Qui nove fiumi si uniscono e cadono nel Mare Mayor². Questi nove fiumi fanno un grande trambusto davanti a questa città di Vecina, che è la capitale del regno³. Ha una bandiera bianca con quattro quadrati rossi.
¹ - Nel National Geographic Vecina viene confusa con Vidin, sebbene quest'ultima sia lontana dal Mar Nero, e non abbia nulla a che fare con il delta del Danubio.
² - Il delta del Danubio.
³ - Possibile riferimento al principato dei Dobrotici di Dobrugia.

### Bibliografiche
1. ↑  Basato su Lalkov, governatori della Bulgaria
2. ↑  (BG) Г. Бакалов, История на българите, Том 1, 2003, p. 457
3. ↑  (EN) John V. A. Fine e John Van Antwerp Fine, The Late Medieval Balkans: A Critical Survey from the Late Twelfth Century to the Ottoman Conquest, University of Michigan Press, 1994,  p. 367, ISBN 978-0-472-08260-5.
4. ↑  (BG) Vasil Gi︠u︡zelev e Bulgaria. Glavno upravlenie na arkhivite, Venet︠s︡ianski dokumenti za istorii︠a︡ta na Bŭlgarii︠a︡ i bulgarite ot XII-XV v., 1. izd, Glavno upravlenie na arkhivite pri Ministerskii︠a︡ Sŭvet, 2001,  pp. 108, 136, ISBN 978-954-08-0022-6, OCLC 57004197.
5. ↑  İnalcık, Halil. (1998), Dobrudja, Encyclopaedia of Islam II. Leiden: E. J. Brill. 611 a-b
6. ↑  (BG) Delev, Petǎr; Valeri Kacunov; Plamen Mitev; Evgenija Kalinova; Iskra Baeva; Bojan Dobrev (2006), 19. Bǎlgarija pri Car Ivan Aleksandǎr", Istorija i civilizacija za 11. klas. Trud, Sirma.
7. ↑  (TR) Karanfil, Güllü, GAGAUZLAR ve DEVLETLEŞME, in TURAN-SAM, vol. 11, n. 41, 2019,  pp. 376-381.
8. ↑  (RO) Istoria [collegamento interrotto], su www.gagauzia.md.